# Újfalusi Németh Jenő
Németh Jenő (írói álnevén Újfalusi Németh Jenő, Szegvár, 1941. május 25. – 2024. június 25.) magyar irodalomtörténész, magyar nyelvész, francia filológus, műfordító, egyetemi docens.

## Kutatási területe
16–17. századi francia irodalom, 18. századi magyar irodalom, leíró magyar nyelvészet.

## Életpályája

### Családja, tanulmányai
Kereskedő család ötödik gyermekeként született. Édesapja az 1929-33-as világgazdasági válság idején tönkrement. 1956-ig éltek tisztes, de mély szegénységben Szegváron, a falu legszegényebb részén (Újfalu). A falu központi iskolájában fejezte be általános iskolai tanulmányait. Határozott irodalmi és történelmi érdeklődése miatt a szentesi Horváth Mihály Gimnáziumba iratkozott be, ahol a latin helyett kényszerűségből a heti 2 órás franciás csoportba került. A gimnáziumban Ternei Béla művészettörténeti órái, Rátz Miklósné világirodalmi szakköre, iskolán kívül pedig Bácskai Mihály irodalmi önképző köre és Csalog József, a Koszta József Múzeum igazgatója gyakorolták rá a legnagyobb hatást.
1959-ben-ban érettségizett, jelentkezett a Szegedi Tudományegyetem magyar-francia szakára, de az 1956-ra vonatkozó kérdésekre talán nem kielégítő válaszai miatt és alkalmazotti származása miatt nem vették fel, így egy évig a Derekegyházi Állami Gazdaságban dolgozott fizikai munkás státusban, majd pár hónap múltán érettségije lévén „informális” művezetőként. Egy évvel később a munkásként megszerzett plusz 3 pontnak hála, bejutott a magyar-francia szakra. Az egyetemen nagy szerencséjére a régi magyar irodalom oktatása magas szinten folyt, és őt érdekelte a régi magyar irodalom, különösképpen a reneszánsz. Pályafutását Pándi Pál, Keserű Bálint és Szauder József indította, akik a diákot vitapartnernek tekintették. Első sikere, az 1962. évi Országos Tudományos Diákköri Konferencia első díja régi magyar irodalmi témából (A 17. századi kéziratos költészet és a barokk) az ő szellemi segítségüknek köszönhető.
A Francia Nyelvi és Irodalmi Tanszéken is szerencséje volt, egészen 1968-ig Koltay-Kastner Jenő volt a Román Filológiai Intézet vezetője, s Mucsi József és Bakos Ferenc tanította a francia nyelvészetet. A francia nyelv tanulásával sokat küzdött, sokkal nagyobb nyelvtudással jöttek mások, így összefogott azzal az egy-két diáktárssal, akiknek szintén gondjai voltak, s megtanulták a nyelvet. Ötödéves korában kijutott ösztöndíjjal 3 hónapra Montpellier-be, s az ottani egyetemen is Henri Weber professzor segítségével elkezdte a francia barokk irodalomról szóló doktori disszertációjának előkészítését. Szakszervezetis diáktársai segítették nyelvtudása és vitakészségének javításában.
Felesége Pataki Márta volt. Gyermekei: Németh Jenő, orvos, és Németh Dezső, pszichológus.

### Oktatói, kutatói munka
1965-ben szerzett magyar-francia szakos középiskolai tanári diplomát. Addigi eredményei elismeréseként először az I. sz. Régi Magyar Irodalom Tanszékre kapott ajánlatot, de ez kormányintézkedések miatt nem sikerült, viszont a Francia Tanszéken irodalmárra volt szükség. Egy évig gyakornokoskodott Koltay-Kastner Jenő irányítása alatt, akitől sokat tanult. Az 1966/67-es tanévben Párizsban, az École normale supérieure-ön (ENS-Ulm) tanult, ekkor írta meg egyetemi doktori disszertációját. A párizsi diákokat érdekelte az 1956-os a vasfüggöny mögötti ország. A kutatás, a gondolkodás szabadsága nagy hatással volt Újfalusira, de látta annak a társadalmi berendezkedésnek is a negatívumait (munkanélküliség, bűnözés, a nők elnyomása, stb.). Párizsban Klaniczay Tiborral, majd a Francia Tanszéken Koltay-Kastner Jenővel beszélte meg a disszertáción végrehajtandó javításokat. 1968. júniusában avatták a francia irodalomtörténet egyetemi doktorává summa cum laude. 30 évvel később, 1998-ban a francia barokk kutatás újabb eredményeit is ismerve váltotta át ezt a disszertációt PhD fokozatra 100%-os eredménnyel.
1969/70-es tanévtől 1972/73-ig a Sorbonne Finnugor Tanszékén lektorként módja volt a legmodernebb nyelvi laborok segítségével is magyar nyelvet tanítani, de tanított művelődéstörténetet és „új gazdasági mechanizmust” is. Az egyik nyelvi laborban rendszeresen Fónagy Iván nyelvész professzor dolgozott. A francia diákok ambicionálták a magyar nyelv és kultúra megismerését, néhányan emigrációban élő magyar családok francia anyanyelvű leszármazottai voltak, akik a magyar nyelvet, mint nagyszüleik és dédszüleik anyanyelvét tanulták.
Újfalusi 1973/74-től újból Szegeden, a Francia Nyelvi és Irodalmi Tanszéken tanított, s szinte minden tárgyat, esetenként 18 órát hetenként, mint beosztott adjunktus. Tudományos nevelési vonatkozásban az 1970-es évek voltak a legeredményesebbek, voltak olyan Országos Tudományos Diákköri Konferenciák, ahol az ő diákjai szerepeltek a legjobban. A szakmában részben kényszerből, részben enciklopédikus igénytől hajtva szélesítette oktatási és kutatási horizontját, a francia reneszánsz, manierista és barokk irodalom átfogó ismerete, oktatása jellemezte, e területen születtek tanulmányai, fordításai is. Követte, művelte és továbbadta az 1960-as évektől folyamatosan megújuló irodalomkritikai és műelemzési módszereket nem feledve a történelmi, művészettörténeti, kultúrtörténeti, filozófiai háttér fontosságát.

### Lapszerkesztés, Studium Generale
1975-1979-ig szerkesztette a Bölcsész c. az egyetemen megjelenő irodalmi lapot, sokat vitatkozott a diákokkal, egymás közt tudtak szabadon gondolkodni, de ezeket a gondolatokat megjelentetni nem lehetett anélkül, hogy abból a diákokra nézve végzetes következmények ne le(he)ttek volna. Ördögh Szilveszter az 1988-as Mozgó Világ egyik számában nagyon szellemesen „Bach-huszár”nak titulálta a szerkesztőt.
Saját életútja által is motiválva az 1960-as években bekapcsolódott a hátrányos helyzetű fiatalok egyetemi előkészítését célzó, akkor ellenzékinek számító Studium Generale, (később) FEB munkájába. Újfalusi mindig sok nyelvtanítási anyagot prezentált ehhez a munkához, amely a rendszerváltáshoz közeledve elhalt, majd megszűnt.

### A fordító- és tolmácsképzés megszervezése
A rendszerváltás következtében az orosz nyelv kötelező oktatásának megszűnte után megnőtt az érdeklődés a francia nyelv és kultúra iránt, párhuzamos francia tanszék is nyílt a Juhász Gyula Tanárképző Főiskolán, és az ottani oktatás keretében megkezdték az orosz szakosok nyelvi átképzését is. Újfalusi mindkét helyen oktatott. 1993-ban megszervezte a posztgraduális Fordító- és tolmácsképzést angol, francia, német és orosz szakosok számára, a 2000-es évek elejéig működtette a Bölcsészettudományi Kar számára anyagilag is eredményesen, számos nyertes pályázattal is elősegítette a képzés fenntartását. A tanszékek közötti képzés ma is működik, a hallgatók igénylik. Kiváló munkatársak segítették és segítik a képzést, köztük az úttörők Durham Dávidné angol és francia nyelvből, Farkas Ildikó francia nyelvből, Sándor Claudia német nyelvből.

### Alliance Française megalapítása, projektek
Szervezte és megalapította és tíz évig (1991-2001) vezette az Alliance Française Szegedi Francia Kulturális Egyesületet. Sorra menedzselt hazai és európai-uniós pályázatokat, több országgal együttműködve (Franciaország, Lengyelország, Románia, Csehország) állított elő munkatársaival intraneten keresztül DVD-ket, melyek alkalmasak arra, hogy a különböző országok népei megismerjék egymás nyelvét és kultúráját. Az irányítása alatt csapatmunkában készített, s 2009-ben megjelent Hongrie DVD-ROM, a európai unióban tananyag lesz.
Folyamatosan szerepelt és szerepel országos és nemzetközi tudományos konferenciákon, szimpóziumokon még nyugdíjazása (2006) után is. 2006-os nyugdíjazása után még 2014-ig tanított az egyetemen önkéntes munkásként, a 17. századi francia irodalmat ismertette meg hallgatóival.

## Hazai és nemzetközi konferenciák, szakmai szimpóziumok
- Littérature hongroise – littératures européennes; problèmes de périodisation,[9] Paris, ADEFO,[10] 1972. nov. 18.
- Magyar iskolarendszer, diákélet, jövőperspektívák. (Système scolaire en Hongrie, vie estudiantine, perspectives après les études). Montbéliard, Fédération Française des Clubs UNESCO, 1973 máj. 8.
- A mai Magyarország. (La Hongrie d'aujourd’hui). Besançon, Fédération Française des Clubs UNEESCO, 1973 máj. 9. Ref.: L'Est Republicain, 1973. május 8. p. 4.
- Corneille Horace c. műve mint a francia reformfeudalizmus lényegének tükrözője. (Horace de Corneille comme expression du réforme-féodalisme français) JATE, BTK. Jubileumi Tudományos Ülésszak, Szeged, 1975 ápr. 18.
- Francia reneszánsz eposzelméletek. (Théories françaises sur le poème héroique) MTA Irodalomtörténeti Intézet Reneszánsz Csoportja, Mátrafüredi Konferencia, 1975. máj. 21
- Társadalmi konfliktusok és műstruktúra (Conflits sociaux-politiques et structures dramatiques: Corneille: Horace). MTA Drámaelméleti Konferencia, Pécs, 1976. szept. 15-18.
- A világ első politikai gazdaságtana: Antoine de Montchrestien Montchrétien Traité de l'economie politique-ja. (Politique économique d'Antoine de Montchrétien) MTA. Irodalomtörténeti Intézet Reneszánsz Csoportja, Visegrád, 1978. május 18.
- Az Ágis tragédiájának ideológiai arculata. Előadás. (Structure idéologique de la Tragedia d'Agis). JATE BTK Magyar Szakcsoport Tudományos ülésszak. Szeged, 1979. május 3.
- Analyse psychosociologique de deux drames: Horace et Suréna. (Pierre Corneille két drámájának Horatius és Suréna pszichoszociológiai elemzése.) Egyetemi előadás az odesszai Francia Tanszéken a IV. évf. számára a 131-es teremben. 1979. május 16.
- Les liens culturels franco-hongrois. (Magyar-francia kulturális kötődések). Egyetemi előadás az odesszai Francia Tanszéken az I., III., IV. évf. számára 131-es teremben. 1979. május 22.
- A modellálás kérdései Corneille drámái kapcsán (Problèmes de modélisation à propos des pices de théâtre de P. Corneille) . MTA Szegedi Csoport, 1980.
- Társadalmi dinamika és műstruktúra viszonya (Corneille: Médée). Előadás. I. Országos Germanisztikai-Romanisztikai Szimpozion, Szeged, 1980. szept. 3-5.[11]
- A modell-reláció problémái P. Corneille drámáiban. (Modèle-relation dans les tragédies de P. Corneille) MTA Irodalomtudományi Intézet. Szimpozion, Kecskemét, 1982. ápr 1.
- Az irodalmi modellálás problémái: prototörténet (mítosz) és történet sajátos kapcsolata Corneille műveiben. Előadás. JATE BTK: "A 80-as évek társadalomtudománya: eredmények és perspektívák" címmel rendezett tudományos ülésszak. Szeged, 1982. ápr. 22.
- Horace de P. Corneille ou la tragédie de la guerre civile. Université de Toulouse, Département de Littérature Comparée, le 15 déc. 1990
- Synthèse de méthodes psychocritique, sémiotique et sociologique dans l'étude du théâtre cornélien. Université de Reims, Société d'Études classiques, le 29 janvier 1992.
- Az Essay on Mantól az Ágis tragédiájáig : egy ideológia transzformációja c. előadásával vett részt 1993-ban Szegeden a Dr. Monok István által szervezett III. Nemzetközi Hungarológiai Kongresszuson.[12]
- Kultúrák kommunikációja, nyelvoktatás és a francia klasszikus irodalom. A nyelvtanárképzés új útjai, Szeged, 1995. november 1-3.[13]
- L’„Essay on Man” hongrois : Pope „Essay on Man” c. írásának fogadtatása. Gödöllő, 1997. június 16. „Magyar felvilágosodás, európai felvilágosodás” c. nemzetközi konferencia.

A 2000-es években is gyakorta konferenciák, szakmai szimpóziumok előadója, ahova meghívják volt tanítványai vagy a társprojektek munkatársai. (Pécs, Párizs Esztergom, Nancy, Ostrava, Varsó, Bukarest, Prága).

## Művei (válogatás)

### Tanulmányok
- A 17. századi kéziratos költészet és a barokk. (La poésie manuscrite du XVIIe siècle et le baroque) In: Acta Universitatis Szegediensis, Acta Iuvenum, Tome II. Szeged, 1962. pp. 153–168.
- Pour une périodisation relativement nouvelle des littératures européennes. = Acta Universitatis Szegediensis, Acta Romanica, Szeged, 1972. pp. 53–81.
- Réflexions à propos d'un livre de Marcel Raymond. In: Neohelicon, 1-2., Akadémiai Kiadó – Mouton, Paris, 1974. pp. 255–263.
- Analyse de la relation de verbe à objet dans le système verbal hongrois. Essai sémiotique. In Revue des Etudes Finno-Ougriennes, X. 1975. (Paris-Budapest), pp. 231–263.
- L'Ile enchantée chez Le Tasse et Scudéry. Étude comparative. Revue de Littérature Comparée, Paris, Librairie Marcel Didier 15, rue Cujas 75005 Paris. Janvier-Mars 1975. N° 1. pp. 77–92.
- La raison d'être d'un genre "avorté"; Poème héroïque sous l'Ancien Régime. = Acta Universitatis Szegediensis, Acta Romanica, III. 1976. pp. 87–153. (irodalomtörténet, folyóiratcikk)
- Les transformations de la conception fondamentale de l'Essay on Man en Europe du Sud-Est. In Actes du VIIIe Congrés de l'Association Internationale de Litterature Comparée /AILC/, Budapest, Akadémiai Kiadó. 1980. pp. 445–453.
- Alexander Pope und György Bessenyei. In. László Sziklay: Aufklärung und Nationen im Osten Europas, Corvina Kiadó, Budapest, 1983. pp. 270–302.
- Études ronsardiennes en Hongrie. Geneve : Droz, 1988.[15] pp. 201–204.
- Le problème des asymétries structurales dans l'univers d'Horace de Pierre Corneille. In: Acta Universitatis Szegediensis, Acta Romanica, XIII., Szeged, 1988. pp. 45–63.
- La France entre l'Atlantique et la Méditerranée à l'aube de l'économie-monde moderne; Le témoignage d'Antoine de Montchrétien /Franciaország az Atlantikum és a Mediterránum határán a modern világgazdaság hajnalán (La France à l'aube de l'économie-monde moderne) /. In: Mediterrán Tanulmányok – Études sur la Région Méditerranéenne, József Attila Tudományegyetem, Szeged, 1989. pp. 9–29.
- Les relations socio-politiques dans Polyeucte, problème des "motivations". = Annales, Universitatis Scientarum Budapestiensis de Rolando Eötvös Nominatae, Sectio Philologica Moderna XIX., 1989-1990. pp. 151–161.
- A tolerancia határán (Au seuil de la tolérance) – Étienne de La Boétie.In: Aetas, Szeged, 1991. 2. pp. 106–116.
- Klasszicizmus a barokk égisze alatt : Korstílusproblémák az Ancien Régime irodalmában : Tézisek. Szeged : JATEPress, 1997. 20 p.
- Tibor Fabinyi – Jenő U. Németh: Les histoires tragiques; in Histoire Comparées des Littératures de Langues Européennes; L’époque de la Renaissance IV. Crises et essors noveaux (1560-1610), John Benjamins Publishing Company, Amsterdam – Philadelphia, 2000. pp. 579–595.
- Enchassements au service de l'unité du sens dans l'épopée baroque de Georges de Scudéry (La Belle Laponne, l'Ile enchantée et le Sage Vieillard). In L'un et le multiple sous la direction de Zsuzsa Simonffy. Budapest : Tinta Könyvkiadó, 2006. pp. 55–67.  helytelen ISBN kód: 963-7094-57-6

### Műfordítások
- Étienne de La Boétie: Discours de la servitude volontaire (magyar) Az önkéntes szolgaságról : A zsarnok ellen.[16] Budapest : Helikon, 1990. 55 p. (Ser. Helikon stúdió, 0236-5014 ; 14.)
- Bonaventure Des Périers: Cymbalum Mundi avagy a Nagy Csinnadratta (magyar). 1-2. rész. In Pompeji, 3.1992:4, 94-109. p.; 4.1993:1/2, 164-183. p.
- Adel Hakim: Exécuteur 14 = A 14-es hóhér. Szeged : MASZK Egyesület, 1998. 69 p. ill. (bilingvis)[17] (Ser. Ariel színházi füzetek , 1417-7072 ; 3.) ISBN 963-8359-08-0
- Antoine Furetière: Le roman bourgeois (magyar) A polgárregény.[18] Budapest : Eötvös J. Kvk., 2009. 172 p. ill. (Ser. Eötvös klasszikusok 1219-3062 ; 93.) ISBN 978-963-7338-93-9

### Szerkesztések
- Acta Universitatis Szegediensis : Acta Iuvenum : Sectio Philologica et Historica / Szegedi Tudományegyetem Tanácsa és a MKISz Szegedi Tudományegyetemi Bizottsága ; szerk. Mérei Gyula, Ágoston György, Nyíri Antal, Nacsády József, Kovács Sándor Iván, Meggyes Edit, Lendvai Mária, Németh Jenő, Varsányi Péter, Végh József. Szeged : Szegedi Tudományegyetem Tanácsa, 1962-1973.
- Együtt és külön. A József Attila Tudományegyetem Bölcsészettudományi Karának alkotóköri antológiája. /szerk. Szilassy Zoltánnal.:Szeged : JATE soksz, 1976. :143 p.[19]
- A reneszánsz művelődéstörténeti kérdései : az ELTE és a JATE tudományos diákköreinek vitaülése Szegeden, 1975. november 28-29. / szerk. Szilassy Zoltánnal. Szeged : József Attila Tudományegyetem Bölcsészettudományi Karának Tudományos Diákköri Tanácsa, 1976. 140 p. (Ser. Acta Universitatis Szegediensis de Attila József Nominatae : Acta Iuvenum : Sectio Philologica ; 8.) ISBN 963-481-044-6
- Régi magyar irodalmunk európai háttere, Acta Universitatis Szegediensis. Acta Juvenum, Section Litteraria. Tomus II. Szeged, 1980
- Kovács József–Újfalusi Németh Jenő: Grammaire et civilisation françaises; Gradus ad Parnassum, Szeged, 1999 (Készüljünk együtt)

### DVD
- Fülhegyező a franciára : Pedagógiai segédeszköz a francia nyelv megértéséhez : a franciaországi Nancy 2 Egyetem és a Szegedi Tudományegyetem közös munkája / Catherine Claus-Demangeon, Nathalie Vaglio, Újfalusi Németh Jenő et al. Adathordozó: DVD, Nancy, 2004.
- Écouter pour comprendre le hongrois : Outil méthodologique pour mieux comprendre le hongrois; Réalisation de l’Université Nancy 2 (France) et de l’Université de Szeged (Hongrie) munkája / Catherine Claus-Demangeon, Nathalie Vaglio, Újfalusi Németh Jenő et al. Adathordozó: DVD, Nancy, 2004
- Hongrie DVD-ROM: découverte langue et culture : une méthode interactive pour découvrir la Hongrie, s'initier sa langue et se préparer ŕ la mobilité / producteur: Florence Ducreau ; conception pedagogique: Jenő Németh ; coll. Ágoston Nagy, Miklós Nagy, Mme Jenő Németh, Géza Szász;[20] realisation video: Edit Klucsik. Nancy: Université Nancy; Szeged: Université de Szeged, 2009

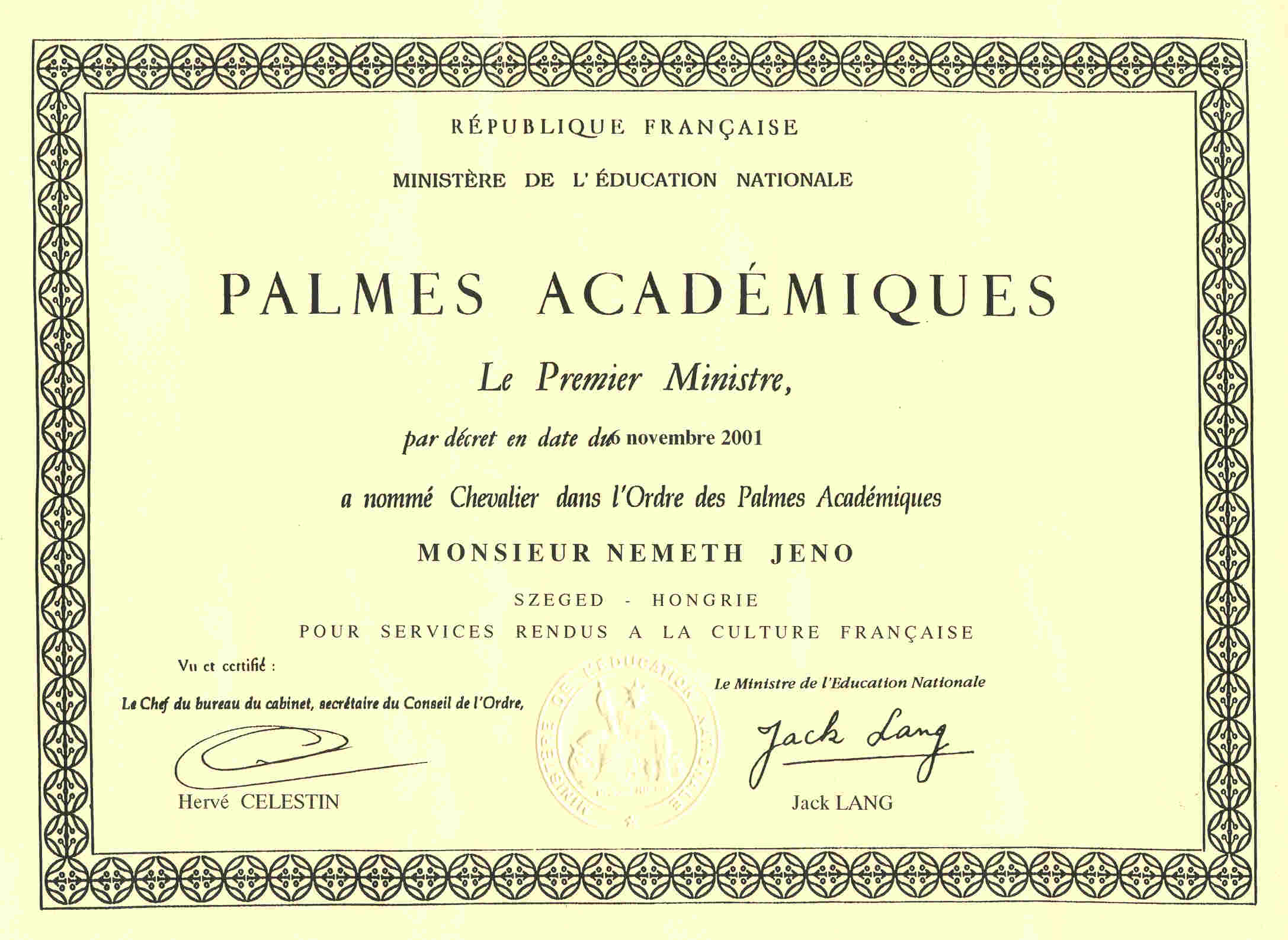
A Francia Akadémia Pálmarend lovagja (2001)

## Társasági tagság
- Nemzetközi Magyar Filológiai Társaság[21]
- A szegedi Alliance Française (Szegedi Francia Kulturális Egyesület) alapítója és elnöke (1991—2001); 2001 óta örökös tiszteletbeli elnöke

## Díjak, elismerések (válogatás)
- FEB kitüntetés (1983)
- Kiváló Munkáért díj (1981, 1988)
- A Francia Akadémia Pálmarend lovagja (2001)
- Pedagógus szolgálati emlékérem[22] (2006)
- XXIX OTDK Elismerő Oklevél témavezetői tevékenységéért (2009)
- Aranydiploma (=Díszoklevél a Szegedi Tudományegyetemtől; 2015. szeptember 19.)[23][24]

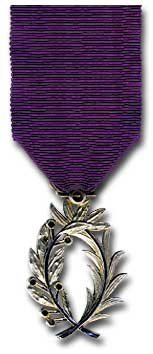
A Pálmarend kitűzője 2001
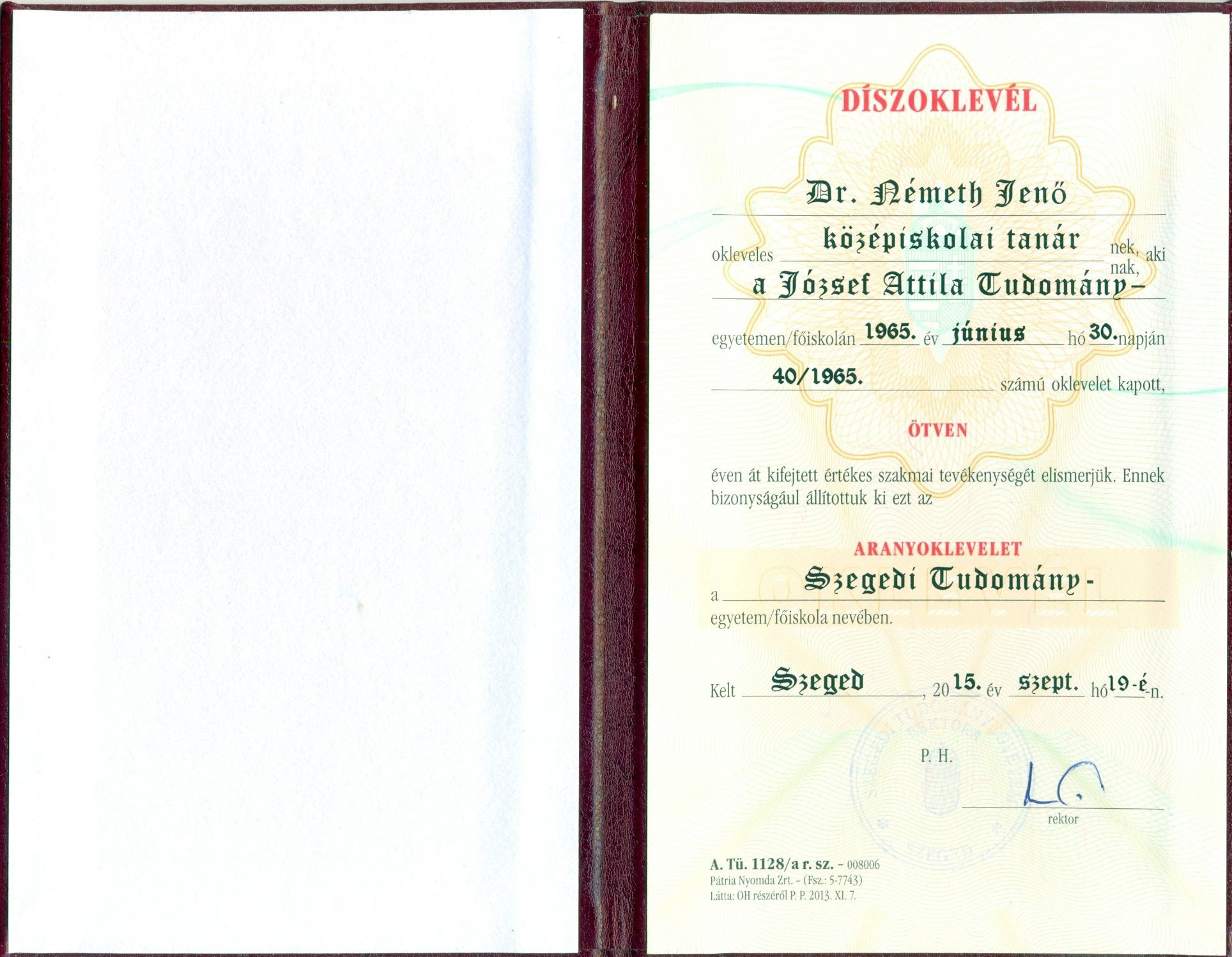
Díszoklevél a Szegedi Tudományegyetemtől 2015

## Hobbijai
Virágkertészkedés, horgászat, fényképezés.

## Kapcsolódó információk
- Fülhegyező a franciára, 2005
- Újfalusi Németh Jenő honlapja
- Publikációi a SZTE EK gyűjteményében
- Újfalusi Németh Jenő publikációi a SZTE Egyetemi könyvtár elektronikus katalógusban
- A III. Nemzetközi Hungarológiai Kongresszus kiadványai, 1993; Újfalusi az I. kötet szerzői közt)
- A Pompeji szerzőinek névsora, köztük Újfalusi Németh Jenő
- Francia reneszánsz francia irodalom, oktatói munka, 2012